# G.I.オレンジ
G.I.オレンジ（G.I. Orange）はイギリスのバンド。日本では、1980年代半ばに洋楽アイドルとして売り出されていた。

## 略歴
1984年、カール、マーク、サイモンのウィットワース兄弟とギャリー・ホルトによって結成され、バンド名はエルヴィス・プレスリーの「G.I.ブルース」とオレンジ色に染められたメンバーの髪の色から取られている。結成から間もなく様々なレコード会社やレーベルに積極的に売り込みをした中で、英EMIと契約しシングル1枚を残している。その後、日本のCBSソニーに見込まれ、翌年、1985年に同レーベルよりリリースした「涙でブレイク・アウェイ（Fight Away The Lover）」にて日本デビューを果たした。
プロフィールでは父親は実業家で、母親は上流階級の流れを組む、お金持ちのお坊ちゃんたちということになっていた（ウィットワース兄弟の両親がそれに当たる）。実業家のウィットワース父が費用を負担して制作されたアルバムが10万枚を売り、原盤権、印税、著作権料で約80万ドルを手にする。
セカンドシングルの「サイキック・マジック（Psychic Magic）」は当時としては珍しいレコードのテレビCMをオンエア。また“ときめき・ハート・パーティー”と銘打ち、約1ヶ月にわたり札幌・仙台・千葉・東京・横浜・名古屋・京都・大阪・岡山・広島・福岡・熊本のレコード店で地道な営業活動を行い、店頭サイン会やキャラクターグッズの頒布など、莫大なプロモーション費用がかけられた。同曲は『夕やけニャンニャン』（フジテレビ）のテーマ曲として使用されたこともあり、オリコン洋楽シングルチャートで1985年8月19日付から通算5週1位を獲得するヒットとなったが、スズキ自動車「フロンテ・ピュア」のCMソングとなった5枚目のシングル「テイク・ミー・トゥ・ユア・リーダー（Take Me To Your Leader）」のリリースを最後に、メンバーたちの互いの方向性の相違からバンドは自然消滅した。しかし、後述の再結成における声明にて、活動停止後もメンバーたちは、時折連絡は取り合うほどの良好な関係が続いていたことを明かしている。
ちなみに「サイキック・マジック」は1985年に大内義昭が在籍したデュオ・DU-PLEXが日本語カバーしている。
2012年頃に公式ホームページを設立し、当時のメンバーが全員集合している写真と共に、再結成ライブと新曲制作予定に関する声明を発表するも、長らく実現できずにいた。
その数年後の2014年12月17日、長らく廃盤となっていたアルバム『サイキック・マジック』の再発盤がリリースされ、2015年1月11日には東京・高円寺HIGHにてオリジナルメンバーでライブを行った。

## メンバー
- カール・ウィットワース （Karl Whitworth、7月23日 - ） - ボーカル・ギター
- マーク・ウィットワース （Mark Whitworth、3月30日 - ） - キーボード
- サイモン・ウィットワース （Simon Whitworth、2月6日 - ） - ベース
- ギャリー・ホルト （Gary Holt、3月23日 - ） - ドラムス

## ディスコグラフィー

### シングル
※2014年現在廃盤である。
- 涙でブレイク・アウェイ Fight Away The Lover / ひとりぼっちの日 Every Single Day（1985年）
- サイキック・マジック Psychic Magic / ドント・ウォント・ユア・イエスタディI Don't Want Your Yesterdays（1985年）
- ワン・グッド・キッス One Good Kiss / 2つのハート Two Hearts Beat Under One Roof"、G.I.オレンジ・ときめきハート・トーク G.I.Orange Heart Talk in On 5th Japan August '85（1985年）
- ハニーウッド Honeywood / ウィンター・ワンダーランド Winter Wonderland（1985年）
- テイク・ミー・トゥ・ユア・リーダー Take Me To Your Leader / イン・ザ・シティ In The City（1986年）

### アルバム
- サイキック・マジック G.I.Orange (Psychic Magic)（1985年）85年当時のLPレコード、コンパクトディスクは廃盤となったが、再発（リマスター）盤が2014年12月17日にVinyl Junkieより発売された。10・11曲目は再発盤 (Vinyl Junkie)のボーナストラックで、新曲。

1. トゥー・レイト Too Late
2. ツー・ハーツ・ビート・アンダー・ワン・ルーフ (旧題: 2つのハート) Two Hearts Beat Under One roof
3. ダンス・マイ・ソウル Dance My Soul
4. ファイト・アウェイ・ザ・ラバー (旧題: 涙でブレイク・アウェイ) Fight Away The Lover
5. サイキック・マジック Psychic Magic
6. チャンス・オブ・サバイバル Chance Of Survival
7. ワン・グッド・キッス One Good Kiss
8. G.I.オレンジ G.I.Orange
9. アイ・ドント・ウォント・ユア・イエスタディズ I Don't Want Your Yesterdays
10. キープ・ザット・ライト Keep That Light*
11. ベター・デイ Better Day*

（*印は2014年の再発盤のみに収録された新曲）

### ミニアルバム
- ウィンター・ワンダーランド Winter Wonderland（1985年）2014年現在廃盤で、CD化されていない。

1. ウィンター・ワンダーランド Winter Wonderland
2. スリーピング・トゥナイト The Whole Land Is Sleeping Tonight
3. ハニーウッド Honeywood
4. サイキック・マジック（リミックス・バージョン） Psychic Magic（Remix Version）
5. 毎日がクリスマス I Wish It Could Be Christmas Everyday